# فريمبورك
فريمبورك (بالألمانية فريدبيرغ، أو الاسم الأقدم فريدبورغ)، هي مدينة سوق في مقاطعة تشيكي كروملوف في إقليم جنوب بوهيميا في جمهورية التشيك، ويبلغ عدد سكانها 1321 نسمة.

## الموقع
تقع البلدة في جنوب بوهيميا في شبه جزيرة على ضفة بحيرة سدّ ليبنو على نهر فلتافا (مولداو)، وتربطها عبّارة بقرية فريدافا (فريداو) على الضفة المقابلة.
تتالف بلدية فريمبورك اليوم من أحياء بلاتانا، وفريمبورك، وكوفاروف، وميلنا ومن مجمعات سكنية حديثة محيطة، وفيها أيضا حيّا بابوفيتش (بفافنشلاغ) وموتينكا (فانغيتشلاغ) الألمانيان المهجوران.

## التاريخ
ورد ذكر المكان في أول وثيقة مكتوبة في عام 1277، حيث كان يتبع لعائلة فيتيغون الحاكمة في كروملوف. بعد انقراض هذه العائلة عام 1302 انتقلت أملاكها إلى عائلة روزنبيرغ التي كانت فرعا من نفس العائلة. وتشير وثائق مؤرخة بـ13 مايو 1305 منح الحاكم هاينريش الأول من روزينبيرغ كنيسة فريدبورغ إلى دير شليغل في النمسا، وفي 18 مايو 1306 رفع من مخصصات الكنيسة مرة أخرى. لاحقا جرى نزاع على الكنيسة بين ديري شليغل وأوستروف، وسوّي بتاريخ 7 ديسمبر 1313 بأمر من أسقف براغ يوهان فون بيشينير.
في عام 1379 منح حاكم إقليم كروملوف أولريخ الأول من روزنبيرغ البلدة حقوق "مدينة سوق"، نظرًا لموقعها على الطريق التجاري من النمسا إلى بوهيميا، وكان لها أيضًا حق تحصيل ضرائب عبور الجسر فوق نهر فلتافا (مولداو) في ذلك الوقت. في عام 1492 منح بيتر ووك فون روزنبرغ فريمبورك حقوق مدينة، وحوالي العام 1551 منحت المدينة حق إنتاج الخمور.
مع نهاية السادس عشر كان هناك 118 منزلاً في فريمبورك، وقد دمرت المدينة حرب الثلاثين عامًا وأحرقت على يد السويديين. وفي عام 1676 كانت فريمبورك مملوكة لعائلة بوغوي.
في عام 1856 دمر حريق الميدان التاريخي و 54 منزلا، وقد أعيد تصميم ساحة السوق ليصبح متنزهًا. في الميدان نافورة أقيمت حوالي العام 1676، وكان يصلها الماء من نهر بودهورسكي الذي كانت متصلة به بقناة، ومنذ عام 1950 يصلها الماء بأنابيب تحت الأرض. في المكان أيضا مشهرة حجرية يبلغ ارتفاعها حوالي خمسة أمتار، نقش عليها تاريخ العام 1651، وقد حلت محل الوعاء الخشبي السابق الذي دمره السويديون.
وفي الميدان أيضا حجز تذكاري ولوحة برونزية من تصميم هانز راتهاوسكي (1902) وضعت لتذكار الكاتب أدالبرت شتيفتر، الذي غالبًا ما كان يزور فريمبورك من أجل حبيبة شبابه فاني غريبل، ويذكر بقصة الحب هذه حجرا قبري والدي فاني غريبل الذان علقا على جدار الكنيسة.
وفي عام 1881 حصلت فريمبورك على أول مصابيح لإنارة الشوارع، وفي عام 1884 على محطة تلغراف.
أشهر مبنى في فريمبورك هو كنيسة القديس بارثولوميو. تأسست قبل عام 1277 وأعيد بناؤها على الطراز القوطي المتأخر في عام 1530. رممت في الأعوام 1649–1652 بعد الهجمات السويدية، وأجري فيها المزيد من التعديلات في الاعوام 1735 و 1870. وترجع محتوياتها الداخلية إلى عصر الباروك.
بعد انهيار الإمبراطورية النمساوية المجرية أصبحت البلدة في عام 1918 مع سائر أجزاء مقاطعة بوهيميا جزءا من جمهورية تشيكوسلوفاكيا، على الرغم من أكثرية سكانها الألمانية. بعد احتلال ألمانيا لتشيكوسلوفاكيا أصبحت البلدة جزءا من الرايخ الألماني، واستعادتها تشيكوسلوفاكيا بعد الحرب وطردت كل السكان الألمان من البلدة، ووطنت مكانهم تشيكيين وسلوفاك ورومانيين، وتشيكيين عائدين من منطقة فولينيا.
في عام 1959 أنشئ سد ليبنو على نهر فلتافا، وتخلت المدينة عن بعض المباني والمقبرة القديمة التي غمرتها المياه.
البلدة اليوم في المقام الأول منتجع سياحي، وتشمل مناطق الجذب الرئيسية محمية غابة بوهيميا الطبيعية، وبحيرة وخزان ليبنو، وهي قبلة للصيادين والمتنزهين وراكبي الدراجات في الصيف، وسائحي التزلج في الشتاء. ومنذ عام 2007 استعادت فريمبورك مكانة «مدينة السوق» في التقسيم الإداري.

## شعار البلدة
يشكل شعار النبالة وردة حمراء ذات خمس بتلات بمركز ذهبي وأوراق خضراء موضوعة على درع فضي، وهو مشتق من شعار عائلة روزينبيرغ النبيلة.

## صُوَر

بعض معالم البلدة
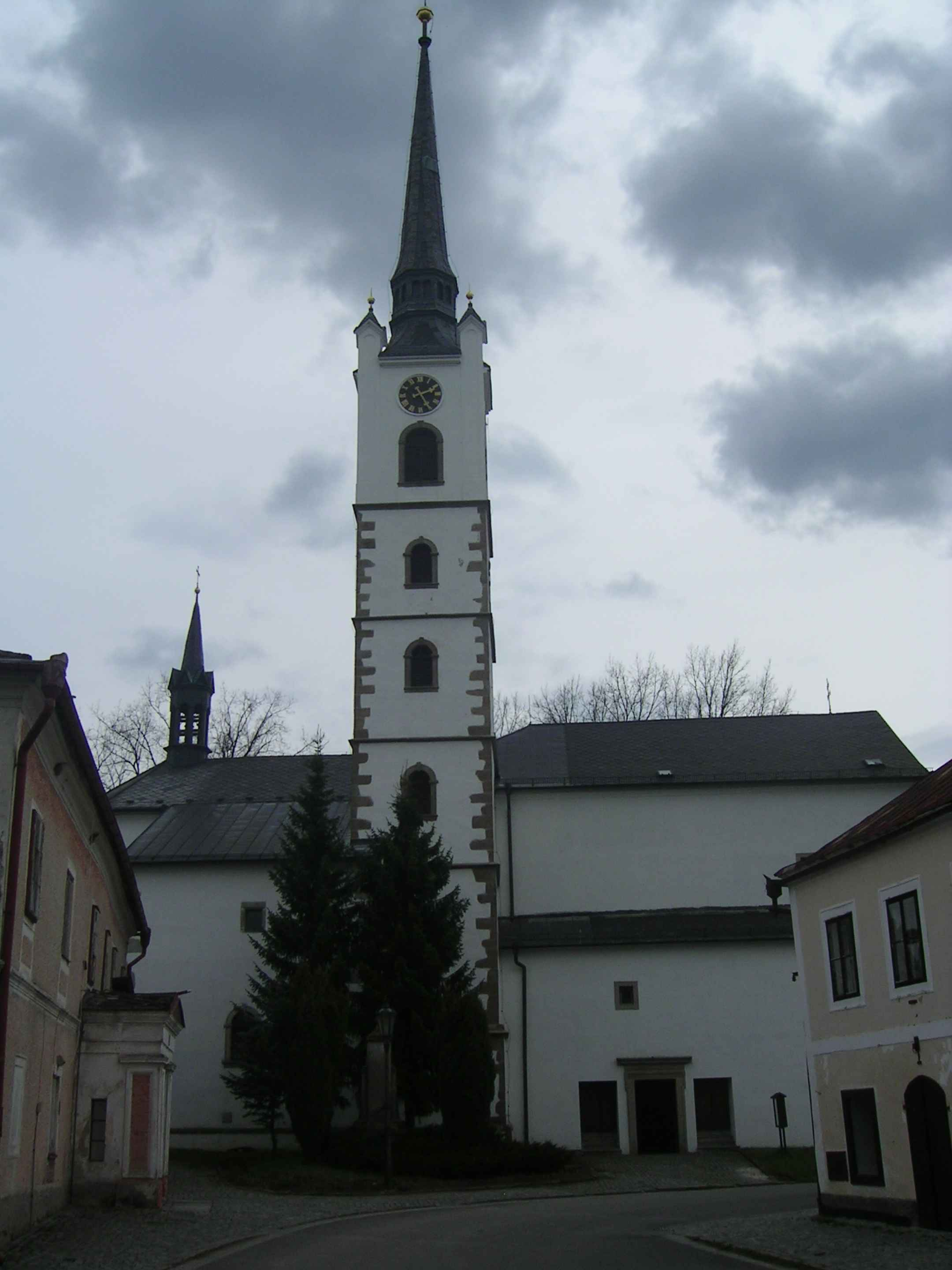
كنيسة القديس بارثولوميو
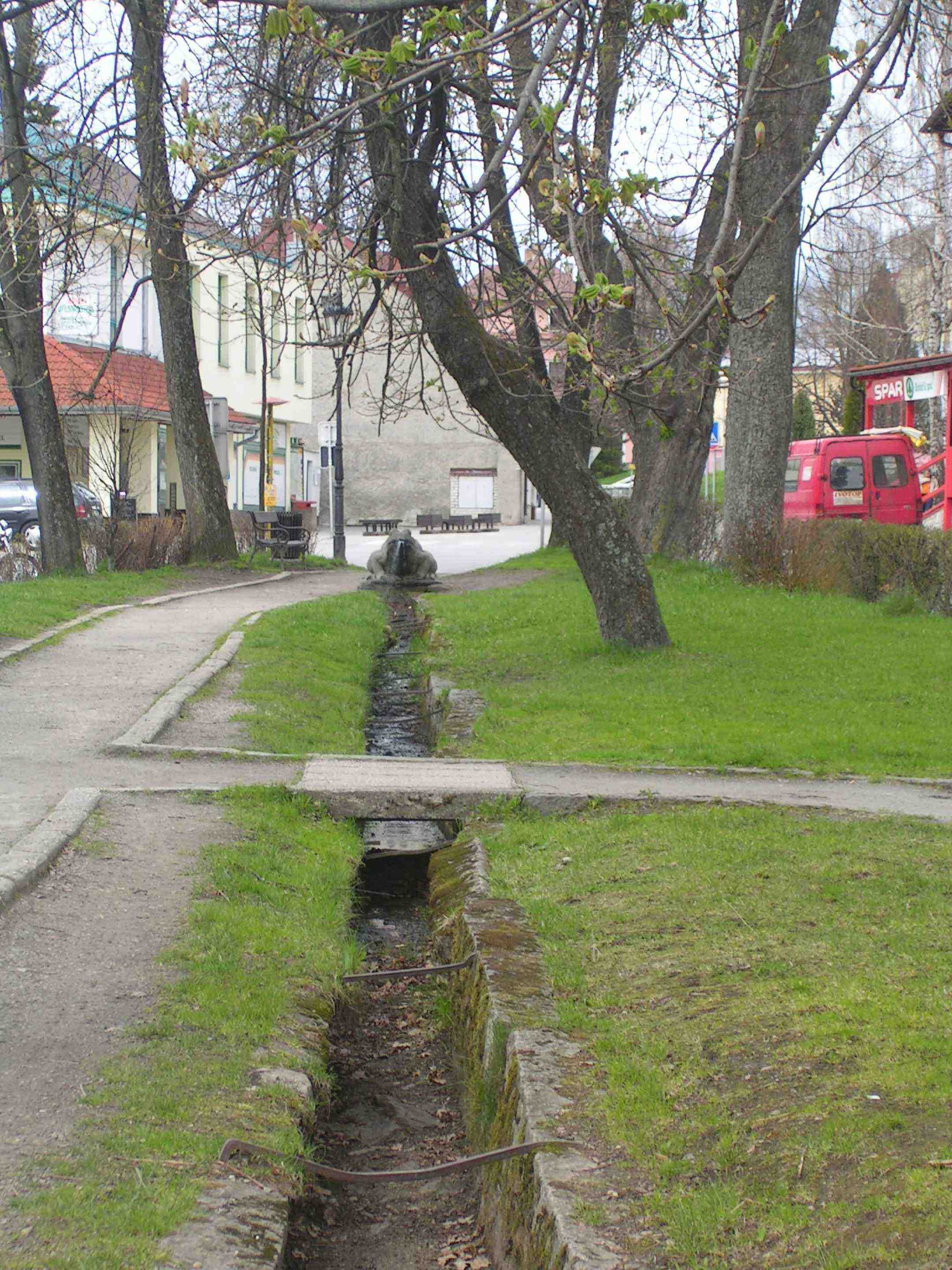
جدول ماء في ساحة السوق السابقة
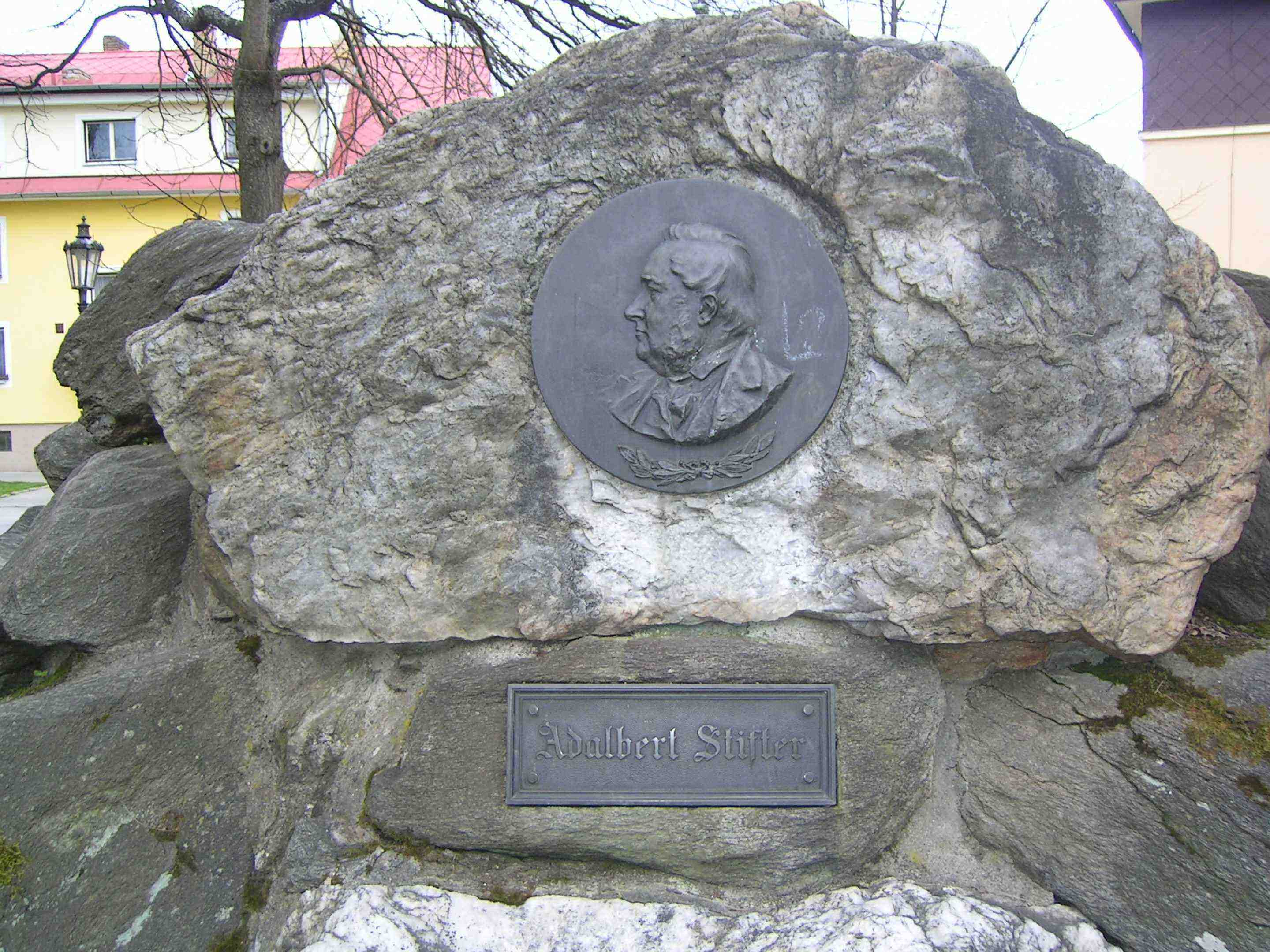
نصب أدالبيرت شتيفتر (1902)
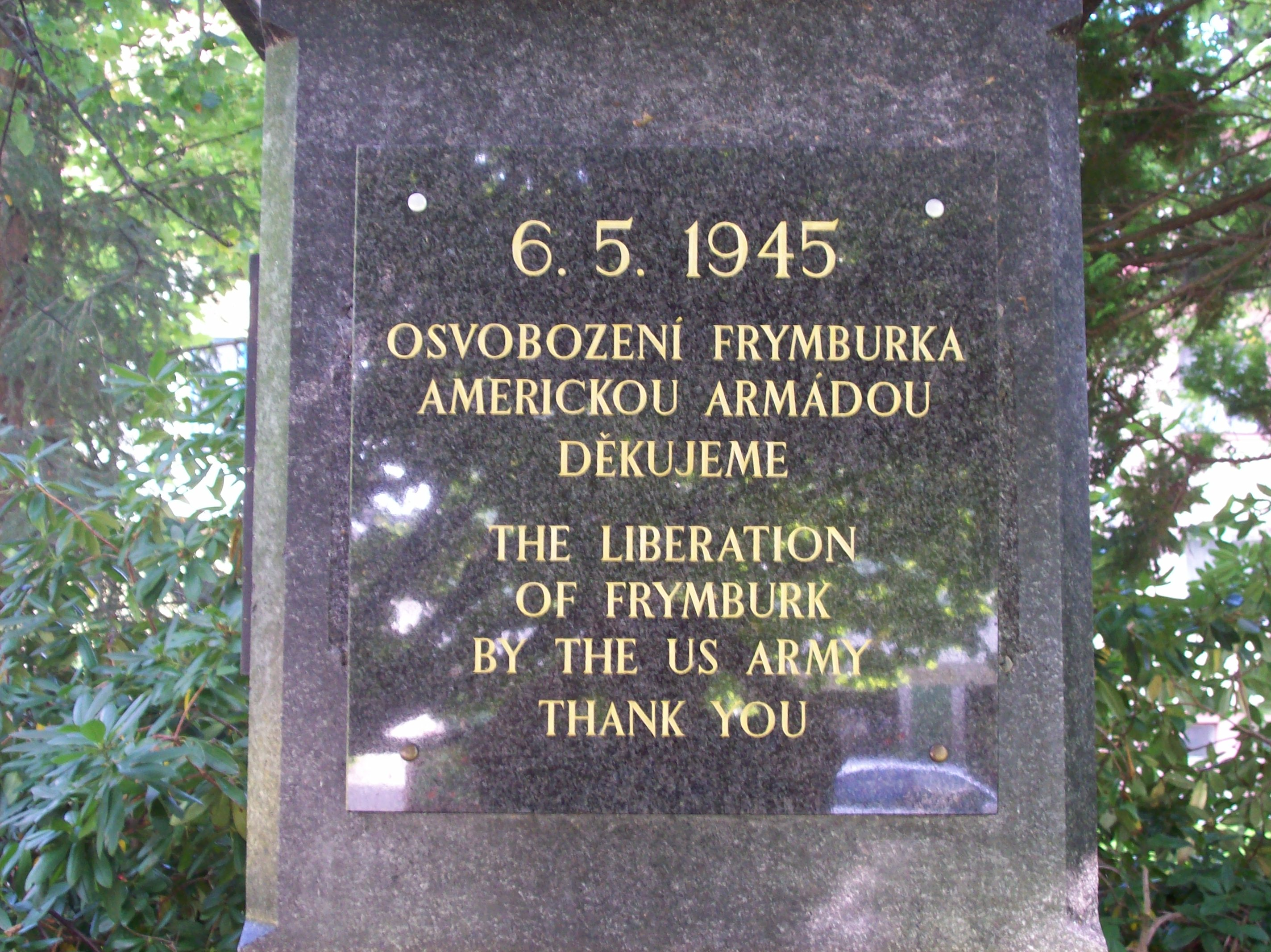
لوحة تذكارية لتحرير البلدة في الحرب العالمية الثانية

## أعلام
- جورج باخمان (1613–1652)، رسام
- مارتن دوبريزوفر (1717-1791)، مبشر يسوعي، كاتب وعالم إثنولوجي
- يوهان نيبوموك ماكسانت (1755-1838)، منشط ومؤلف موسيقي، مؤسس تقليد فريدبرج الموسيقي
- سيمون سيشتر (1788-1867)، مؤلف موسيقي، درّس أنتون بروكنر نظرية الانسجام الموسيقي
- أندرياس فون بومغارتنر (1793-1865)، فيزيائي ورجل دولة نمساوي، رئيس الأكاديمية النمساوية للعلوم، مدرس وراعي أدالبيرت شتيفتر
- ماثياس بيرنشتاينر (1795–1851)، مؤلف وموسيقي كنسية، عازف أرغن 1822 في دير فيلهيرينغ ولاحقًا في سالزبورغ وكوفشتاين، أنشأ أكثر من 480 مقطوعة موسيقية
- فاني جريبل (1808-1839)، ابنة تاجر عشقها أدالبرت شتيفتر في حب لم يتحقق.
- جوردان كاجيتان ماركوس (1831-1893)، مربي وكاتب.

## وصلات خارجية
- موقع بلدية فريمبورك، باللغة التشيكية
- الصور التاريخية نسخة محفوظة 21 فبراير 2009 على موقع واي باك مشين. على موقع البلدية
- سجل المجتمع من فريدبرغ (حتى عام 1945) ـ بخط كورينت ألماني
- سجلات أبرشية فريمبورك (1687–1906)، باللغة الألمانية